# 文化財防災センター
文化財防災センター（ぶんかざいぼうさいセンター）とは、国立文化財機構が2020年10月1日に立ち上げた、災害から文化財を守ることを目的とした機関である。

## 沿革
2014年、国立文化財機構は文化財防災ネットワーク推進事業を開始。このネットワークをさらに拡大し平時から備えるため、国は2020年10月に文化財防災センターを設置し、奈良文化財研究所の本部をはじめ全国6カ所に約60人を配置した。
2023年には、地震や水害などの災害が発生した際に、文化財被害に迅速に対応するための資金として「文化財防災救援基金」を設立した。なお、基金設立の経緯について、文化財防災センターの建石徹副センター長は「これまでは民間のボランティア組織や個人が持ち出しで対応するケースも多かったが、いつまでもそれを当たり前にしてはいけない。必要な資金の積み立てが課題になっていた」と述べている。
また、2024年1月11日には、能登半島地震による文化財の被災状況を把握するため、文化庁と連携して現地調査を始めると発表。具体的には、被災した美術工芸品や古文書などの文化財を救出し保護する文化財レスキュー事業と、損傷した歴史的建造物の復旧を支援する文化財ドクター派遣事業に取り組んだ。本事業について、高妻洋成センター長は「能登半島は地震が相次ぎ、一度修理した文化財の建物が再び倒れる被害も出て、所有者を含めて地域全体が疲弊している」と指摘し「元に戻したら終わり、ではない。昔からの文化を失うことなく、どう地域を復興し、発展させるかも求められる」とコメントした。なお、東北大学災害科学国際研究所は、能登半島地震で影響を受けた文化財を非公開の「文化遺産防災マップ」としてまとめ、文化財防災センターに提供した。

## 活動内容
文化財防災センターは、文化財情報のデータベース化や自治体との連携強化、修繕技術の改善に取り組む。災害発生時には、文化財や博物館を救援するため、市民や研究者らによる各地の民間ボランティア組織、国や自治体、大学や研究機関が幅広く連携するハブ機能を担うとされる。具体的には、どんな文化財が被災し、どんな資材が必要なのかを整理して専門機関につなぎ、時には派遣する人員や物資の差配もすると言われている。また、東日本は東京文化財研究所、西日本は奈良文化財研究所が前線対策本部として対応にあたるとされる。

## 評価
国際博物館会議の博物館防災国際委員会理事や、京都国立博物館副館長を務める栗原祐司は、幅広い関係機関を結ぶネットワークの核となる文化財防災センターの機能は海外からも注目されていると述べる。その一方で「行政の対応はどうしても指定文化財が優先され、しかも時間がかかる」とも指摘しており、地域の歴史遺産の保全に即応できるのは、各地の被災した歴史資料を救出するボランティア組織「歴史資料ネットワーク」だと述べている。また、東谷晃平は文化財防災センターについて『朝日新聞』上で「課題は山積している。構築中のデータベースに、未指定の文化財をどこまで取り込めるのか。自治体が備えや対応をまとめる地域防災計画には、文化財に関する記載は少ない」と指摘している。